# Sant Valentí de la Pinya
El Sant Valentí de la Pinya és una muntanya de 650 metres que es troba entre els municipis de la Vall d'en Bas i d'Olot, a la comarca catalana de la Garrotxa.